# The Pyongyang Times
The Pyongyang Times (titre de l'édition française: Nouvelles de Pyongyang) est un hebdomadaire nord-coréen écrit en anglais et en français et publié à Pyongyang.

## Histoire
Ce tabloïd de huit pages est créé le 6 mai 1965 et est distribué dans plus de 160 pays,. C'est pourquoi une grande partie des rédacteurs a reçu une formation de langue anglaise à l'étranger. Jusqu'au début des années 1990, le Pyongyang Times est publié deux fois par semaine. Il est depuis publié à raison d'un numéro par semaine, soit 52 numéros chaque année ; en août 2014, le journal totalise 2 806 numéros publiés. Depuis 2010, tous les numéros du journal sont publiés en couleurs.
Le Pyongyang Times est principalement distribué dans les boutiques d'hôtels, les avions et autres endroits fréquentés par les étrangers. Le journal possède également un site internet rédigé en plusieurs langues.

## Structure et contenu
La couverture du Pyongyang Times est généralement consacrée au dirigeant coréen (actuellement Kim Jong-un), souvent représenté lors de visites officielles. Les premières pages comportent habituellement des articles relatifs aux exploits technologiques et idéologiques de la nation, suivis par des textes de propagande contre la Corée du Sud, le Japon et les États-Unis, ou encore contre d'autres pays considérés comme hostiles à la Corée du Nord. Les dernières pages sont similaires à celles du quotidien Rodong Sinmun : elle contiennent des actualités internationales, bien qu'elles traitent peu d'évènements mondiaux majeurs. Leur contenu est principalement axé sur l'actualité de régimes communistes ou ayant une orientation politique similaire à celle de la Corée du Nord.
La plupart des articles du Pyongyang Times sont en réalité des traductions d'articles du Rodong Sinmun.  The Independant décrit le contenu du journal comme « pauvre en actualités » et « ressemblant à un compte-rendu du programme quotidien de M. Kim, avec de nombreuses flatteries rajoutées pour faire bonne mesure ».
Le Pyongyang Times attaque fréquemment la Corée du Sud, qu'il accuse entre autres de ne pas respecter les droits de l'Homme. Le journal a entre autres affirmé que 50 % des Sud-coréens étaient au chômage, 57,6 % étaient infectés de la tuberculose et que des soldats américains séropositifs avaient été déployés au sud de la péninsule afin d'infecter la population sud-coréenne du sida.
Dans un article du 31 mai 1986, le journal critique la décision d'organiser les Jeux olympiques d'été de 1988 à Séoul, avançant que « si les Jeux olympiques se tenaient en Corée du Sud, beaucoup de sportifs et de touristes du monde entier trouveraient la mort, infectés par le sida ». Le Pyongyang Times décrit également la Corée du Nord comme le seul pays au monde sans habitant séropositif.
Cependant, le journal a fait preuve d'une transparence relative lors des inondations de 2007. Il a notamment fourni une liste étendue des dégâts à travers le pays : « 223 000 hectares de terres agricoles, 300 ponts, 200 puits de mine, 82 réservoirs et 850 lignes électriques ont été endommagés »,. Il a également déclaré que 20 300 foyers ont été détruits et que « plusieurs centaines » de personnes sont mortes,.